# Hobro IK
El Hobro IK es un equipo de fútbol de Dinamarca que juega en la Superliga danesa, la liga de fútbol más importante del país.

## Historia
Fue fundado en el año 1913 en la ciudad de Hobro, pasando la mayor parte de su historia entre el segundo y tercer nivel en Dinamarca, hasta que en la temporada 2013/14 tras quedar en 2º lugar de la Primera División de Dinamarca lograron el ascenso a la Superliga danesa por primera vez en su historia para la temporada 2014/15.
Tras cinco temporadas en la primera categoría el club desciende en la temporada 2019/20 luego de perder en una serie de playoff contra el Lyngby BK.

## Jugadores

### Jugadores destacados
- Danilo Arrieta

## Entrenadores
- Jakob Michelsen (2011-2012)
- Klavs Rasmussen (2012-2013)
- Jonas Dal Andersen (2013-)